# Kota Batu
Kota Batu (malaiisch Mukim Kota Batu) ist ein Mukim (Subdistrikt) des Daerah Brunei-Muara in Brunei. Er hat 12.935 Einwohner (Stand: Zensus 2016).

## Geographie
Der Mukim liegt im südöstlichen Teil des Distrikts Brunei-Muara und grenzt an die Mukim Mentiri im Norden, Lumapas im Süden und Westen, Kianggeh und die Mukim des Kampong Ayer im Westen, sowie an die Brunei Bay im Osten und Pulau Limpaku Pinang im Distrikt Limbang in Sarawak, Malaysia, im Osten.
Kota Batu erstreckt sich zum größten Teil auf dem Nordufer des Brunei-Flusses, der auch die Insel Pulau Berambang abtrennt. Der Brunei fließt vom Hauptstadtbezirk im Südwesten her kommend zur Brunei Bay nach Nordosten. Weitere Inseln in der Brunei Bay, die zum Mukim gehören sind Pulau Sibungor, Pulau Berbunot, Pulau Baru-Baru, Pulau Chermin, Pulau Pepatan, Pulau Silamak und Pulau Silipan.
Im Gebiet des Mukim liegt das Schiffahrtsmuseum Muzium Maritim Brunei Darussalam (Brunei Darussalam Maritime Museum), das Muzium Teknologi Melayu (Malay Technology Museum), das Mausoleum des Sultan Bolkiah (Makam Sultan Bolkiah), das Brunei Museum und ein archäologischer Park (Taman Arkeologi Kota Batu, Kota Batu Archaeological Park).

## Verwaltungsgliederung
Der Mukim ist unterteilt in Kampong (Dörfer):
- Belimbing
- Dato Gandi
- Kota Batu
- Mengkubau
- Menunggol
- Pelambayan
- Pintu Malim
- Pudak
- Pulau Baru-Baru dan Berbunut
- Riong
- Serdang
- Subok
- Sungai Belukut
- Sungai Besar
- Sungai Bunga
- Sungai Lampai
- Sungai Matan
- Perpindahan Tanjong Cendana

Diese Siedlungen gehören zum Teil auch zum Hauptstadtdistrikt Bandar Seri Begawan (Belimbing, Kota Batu, Pelambayan, Pintu Malim, Subok, Sungai Lampai).